# ジャンビーヤ

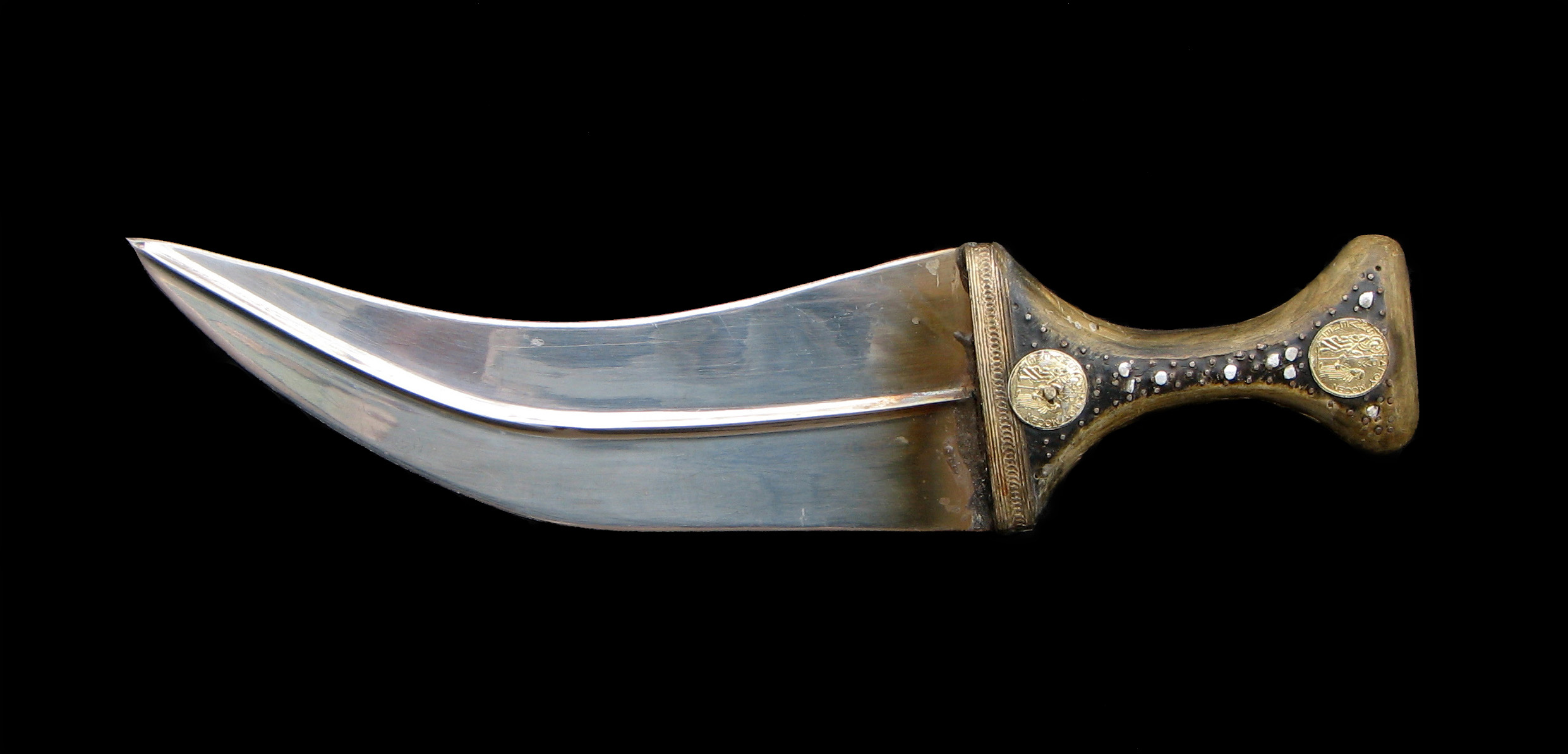
イエメンのジャンビーヤ

ジャンビーヤ（アラビア語: جنبية, Janbiya）は、アラビアで使われていたダガーのことで、ジャンビーア、ジャムビーヤ、ジャムビーアとも呼ばれる。刀身は湾曲した構造となっており、両刃が一般的であり、常にベルトに携帯していた。刃の中央には溝があって、柄や鞘は様々な形があり鞘は比較的長めに作られ、刃を抜きやすいように設計されていた。鞘の先には球状の飾りが付けられており、鞘全体に金銀などの装飾が施され、柄には動物の角が使われており、特にキリンの角が好まれていた。また戦闘以外にも宗教的な儀式等にも使用されて、割礼や結婚の際にも身につけていた。アラビア半島ではこの短剣を所有する事が自由人としての誇りとされ、名誉剥奪の刑としてジャンビーヤを没収していた。現在でも一部のアラブ諸国では使われており、特にイエメンではまだ現役で、男は14歳以上になると所持が許可される。
アラビア半島で誕生したジャンビーヤも17世紀ごろにはオスマン帝国やペルシア、インドなどに広まっていったため、各地で様々な名称がある。